# The Ottifants
The Ottifants est un jeu vidéo de plates-formes sorti en 1993 sur Mega Drive. Le jeu a été développé par Graftgold et édité par Sega. Une version Game Gear existe, ainsi qu'une version Master system.